# 마쓰다 노부히로
마쓰다 노부히로(일본어: 松田 宣浩, 1983년 5월 17일 ~ )는 일본의 프로 야구 선수이며, 현재 센트럴 리그인 요미우리 자이언츠의 소속 선수(내야수)이다.

## 인물

### 프로 입단 전
주쿄 고등학교에서는 유격수로 뛰면서 고교 통산 60홈런을 기록했고 아시아 대학에 입학한 후에도 홈런을 양산했다. 이구치 다다히토가 아오야마가쿠인 대학 시절에 기록한 도토대학 리그 통산 24홈런 기록 경신도 기대되었다. 그러나 3학년 때 팀 동료가 불미스런 사건을 일으켜 아시아 대학은 반 년간의 대외 경기 출전 금지라는 중징계를 받았다. 그 결과 리그전, 교체전은 부전패 취급이 되어 리그 2부에 격하되었기 때문에 마쓰다가 활약하던 중의 1부 복귀는 불가능하게 되어 기록 경신은 이뤄지지 않았다. 3학년 때까지의 마쓰다의 통산 홈런은 15개이며 시즌 최다는 2학년 춘계 대회에서 6개를 기록했다.
그 후, 아시아 대학은 주장으로 발탁된 마쓰다를 중심으로 2005년 춘계 리그 2부에서 우승한 후 1부 리그에 복귀했고 마쓰다는 후쿠오카 소프트뱅크 호크스에 희망 입단 범위로의 입단을 공식 표명했다. 1부 리그 통산 76경기에 출전하면서 275타수 62안타, 타율 2할 2푼 5리, 15홈런, 41타점을 기록했고 베스트 나인 1회에 선정되었다. 2부 리그에서는 통산 10경기에 출전, 37타수 9안타, 타율 2할 4푼 3리, 4홈런, 10타점을 기록했다.
1학년(2002년) 때인 제1회 세계 대학야구 선수권 대회 일본 대표팀 선수로 발탁되었고 1학년 ~ 2학년(2002년 ~ 2003년) 때 2년 연속으로 제35회 미일 대학야구 선수권 대회 일본 대표팀 선수로 발탁되기도 했다.

### 프로 입단 후

#### 2006년
3월 25일, 퍼시픽 리그 개막전에서 7번·3루수로서 출전했는데 소프트뱅크에서는 고쿠보 히로키 이후 12년 만이 되는 신인 선수로서의 개막전 선발 출전을 완수했다. 오 사다하루 감독의 뜻에 따라 선발로 계속 출전했지만 신통치 않은 타격 부진에다가 삼진이 많았고 수비에서도 공을 잡는 데에 어려움이 있어 많은 실책을 기록했다. 6월에는 2군에 떨어졌고 그 후 1군 승격은 없었다.

#### 2007년
고쿠보가 요미우리 자이언츠에서 소프트뱅크로 복귀한 것에 의해 시즌 전반기에는 출전 기회가 없었다. 그러나 2군에서는 타율 3할 3푼 1리, 팀내 1위인 9개의 홈런을 때려내는 등의 좋은 성적을 남겼고 주력 선수들의 부상으로 침체를 겪고 있는 팀내의 사정으로 6월에 1군에 승격, 그대로 1군에 머물렀다. 8월에는 월간 타율 3할을 기록해 200에 못 미친 타수로 7개의 홈런을 기록했다.

#### 2008년
주전 3루수의 자리를 차지하면서 장기적인 이탈은 없었고 시즌 통해 활약하는 등 타율이나 홈런 등 전년도에 비해 높은 성장을 보였다. 9월 29일의 도호쿠 라쿠텐 골든이글스전에서는 첫 회에 이와쿠마 히사시로부터 홈런을 때려냈는데 이것은 2008년 시즌에 이와쿠마가 퍼시픽 리그의 선수로부터 맞은 유일한 홈런이 되었다. 같은 해 10월에는 규슈 아사히 방송의 시바타 에리 아나운서와 결혼했고 6월 1일에 마크 크룬이 프로 야구 기록이 되는 구속 162 km/h를 기록했을 때의 타자이기도 했다(결과는 헛스윙 삼진).

#### 2009년
아키야마 고지가 감독으로 취임한 것을 계기로 3번 타자로 지명되었지만 개막전에서 1루로 귀루했을 때 오른손에 부상당하면서 팀 전력에서 이탈당했다. 6월 5일의 히로시마 도요 카프전에서는 1군에 복귀하여 기세를 타는 팀과 함께 활약을 보였지만 7월 18일의 지바 롯데 마린스전에서 가라카와 유키로부터 사구를 받아 오른쪽 손목에 부상당하는 등 46경기에 출전에만 그쳤다.

#### 2010년
3월 21일의 홋카이도 닛폰햄 파이터스전(삿포로 돔)에서는 11회초에 다케다 히사시로부터 결승 홈런을 때려냈다. 또, 4월 18일의 라쿠텐전에서는 9회말에 다나카 마사히로로부터 프로 데뷔 후 처음으로 끝내기 안타를 쳤고 5월 4일의 오릭스 버펄로스전에서는 야마모토 쇼고로부터 자신의 첫 만루 홈런을 때려냈다. 그러나 5월 9일에 왼쪽 손목에 골절상을 입으면서 전력에서 이탈당했지만 6월 22일의 닛폰햄전에서 1군에 복귀했고 7월 10일의 지바 롯데전에서는 평상시에 지키지 않았던 좌익수로서 선발 출전했다. 시즌 타율이야말로 2할 5푼 5리였지만 19홈런, 71타점, 17개의 도루를 기록하는 등 홈런, 타점, 도루에서 개인 최고 성적을 남기면서 팀의 리그 우승에 기여를 했다.

#### 2011년
4월 17일의 사이타마 세이부 라이온스전에서 본인으로서는 처음으로 끝내기 홈런을 포함한 2개의 홈런을 때려냈고, 20일과 21일에는 2경기 연속으로 홈런(21일은 호세 오티스와의 2자 연속 홈런)를 날렸다. 4월에는 리그 2위의 4개 홈런을 기록했고 리그 2위인 OPS 1.014를 남겼다. 그 후에도 타격은 호조를 이뤘고 마쓰나카 노부히코, 고쿠보 히로키, 알렉스 카브레라가 연달아 이탈한 9월 25일 이후에는 최종전까지 4번 타자를 맡았다. 결과적으로는 자신이 처음으로 전 경기에 풀 이닝 출전해 모두 개인 최고 타율인 2할 8푼 2리와 25홈런, 83타점, 27도루, 8할 5푼 4리의 OPS를 기록하는 등 팀의 2년 연속 리그 우승에 기여했다.
세이부와 대결한 클라이맥스 시리즈 파이널 스테이지에서는 카브레라가 4번 타자를 차지하면서 마쓰다는 5번으로 출전, 2차전에서 결승타가 되는 솔로 홈런을 때렸지만, 전체 3경기에서 때린 안타는 이 홈런 1개였고 타율 1할(13타석 10타수 1득점 1안타 1홈런 1타점 2볼넷)을 기록하면서 정규 시즌과 비교하면 결과는 좋지 않았다.
프로 데뷔 후 첫 출전이 되는 일본 시리즈에서는 1차전과 2차전에서 4번·3루수로 출전했지만 이 2경기에서 2개의 안타와 타점없이 1개의 도루에만 그쳐 4번 타자로서의 제 역할을 할 수 없었다. 고쿠보와 바뀌는 형태로 3차전에서는 5번으로 타순이 내리자마자 1안타와 1타점을 기록했고 이후 5차전까지는 5번, 마쓰나카가 지명 타자로 선발 출전한 6차전과 7차전에서는 6번으로 출전하였고 득점에 얽히는 안타·희생타·도루, 그리고 5차전에서 밀어내기 사구로 1타점이 나왔지만 7경기에서의 전체 성적은 타율 1할 6푼(28타석 25타수 2득점 4안타 2타점 3도루 1희생타 1볼넷 1사구 5삼진)을 기록하면서 정규 시즌보다는 성적이 크게 떨어졌다.

## 플레이 스타일
1루에 도달하는 데는 4.23초, 50미터는 6.1초로 주파하고, 110미터의 멀리 던지기를 기록하는 등의 신체 능력을 자랑하여 특히 3루 도달하기까지는 11.59초를 기록하면서 속도가 빠른 편이다. 2008년에는 양대 리그에서의 1위인 10개의 3루타를 기록한 것 외에도 2011년에는 27개의 도루를 기록했다. 그러나 2009년에는 타율 1할 8푼 5리를 기록하는 등 몸쪽에 약한 것과 동시에 성급한 타격으로 볼넷이 적기 때문에 출루율이 낮고 2010년에는 양대 리그 최저인 2할 8푼 4리의 출루율을 기록했다. 2011년에는 이 부분에서 크게 진화를 보여 41개의 볼넷을 선택해 출루율이 3할 4푼 4리를 나타내어 리그 10위를 차지했다.
수비에서는 3루수로서 주로 기용되었지만 1루수로 기용된 적도 있어 2010년에는 좌익수로 출전한 적도 있었다. 3루 수비에서는 2008년에 17차례의 실책을 기록하는 등 수비에서의 불안함은 있었지만 번트 처리가 뛰어난 2010년에는 득점 환산이나 UZR로 평균을 웃도는 수치를 남기는 등 수비 범위는 좁지 않았고 2011년에는 골든 글러브상을 수상했다.

## 상세 정보

### 출신 학교
- 주쿄 고등학교
- 아시아 대학

### 선수 경력
프로팀 경력
- 후쿠오카 소프트뱅크 호크스(2006년 ~ )

국가 대표 경력
- 2013년 월드 베이스볼 클래식 일본 국가대표

### 수상·타이틀 경력
- 골든 글러브상 : 1회(2011년)

### 개인 기록

#### 첫 기록
- 첫 출장·첫 선발 출장 : 2006년 3월 25일, 대 지바 롯데 마린스 1차전(후쿠오카 Yahoo! JAPAN 돔), 7번·3루수로서 선발 출장
- 첫 타석 : 상동, 2회말에 구보 야스토모로부터 희생타
- 첫 안타 : 2006년 3월 29일, 대 세이부 라이온스 1차전(후쿠오카 Yahoo! JAPAN 돔), 3회말에 호아시 가즈유키로부터 좌익선상에 2루타
- 첫 타점 : 2006년 4월 5일, 대 홋카이도 닛폰햄 파이터스 2차전(도쿄 돔), 7회초에 다케다 히사시로부터 3루 땅볼의 사이에 기록
- 첫 홈런 : 2006년 4월 22일, 대 오릭스 버펄로스 5차전(오사카 돔), 7회초에 마쓰무라 도요지로부터 좌월 2점 홈런
- 첫 도루 : 2007년 9월 7일, 대 오릭스 버펄로스 19차전(후쿠오카 Yahoo! JAPAN 돔), 7회말에 2루 안착(투수 : 오쿠보 마사노부, 포수 : 마에다 다이스케)

#### 기타
- 올스타전 출장 : 2회(2011년, 2012년)

### 등번호
- 5(2006년 ~ )

### 연도별 타격 성적
| 연 도      | 소 속      | 경 기 | 타 석 | 타 수 | 득 점 | 안 타 | 2 루 타 | 3 루 타 | 홈 런 | 루 타 | 타 점 | 도 루 | 도 루 자 | 희 생 번 | 희 생 플 | 볼 넷 | 고 4 | 사 구 | 삼 진 | 병 살 타 | 타 율 | 출 루 율 | 장 타 율 | O P S |
| ---------- | ---------- | ----- | ----- | ----- | ----- | ----- | ------- | ------- | ----- | ----- | ----- | ----- | -------- | -------- | -------- | ----- | ---- | ----- | ----- | -------- | ----- | -------- | -------- | ----- |
| 2006년     | 소프트뱅크 | 62    | 220   | 204   | 17    | 43    | 8       | 3       | 3     | 66    | 18    | 0     | 0        | 3        | 0        | 11    | 0    | 2     | 53    | 2        | .211  | .258     | .324     | .582  |
| 2007년     | 소프트뱅크 | 74    | 221   | 193   | 28    | 49    | 13      | 2       | 7     | 87    | 22    | 3     | 0        | 6        | 2        | 17    | 0    | 3     | 35    | 5        | .254  | .321     | .451     | .772  |
| 2008년     | 소프트뱅크 | 142   | 595   | 551   | 68    | 154   | 33      | 10      | 17    | 258   | 63    | 12    | 6        | 8        | 1        | 28    | 1    | 7     | 115   | 11       | .279  | .322     | .468     | .790  |
| 2009년     | 소프트뱅크 | 46    | 175   | 160   | 21    | 45    | 13      | 2       | 8     | 86    | 24    | 1     | 0        | 7        | 0        | 7     | 0    | 1     | 32    | 1        | .281  | .315     | .537     | .853  |
| 2010년     | 소프트뱅크 | 113   | 458   | 424   | 61    | 108   | 20      | 3       | 19    | 191   | 71    | 17    | 3        | 8        | 6        | 14    | 2    | 6     | 90    | 7        | .255  | .284     | .450     | .735  |
| 2011년     | 소프트뱅크 | 144   | 582   | 525   | 77    | 148   | 31      | 7       | 25    | 268   | 83    | 27    | 9        | 3        | 3        | 41    | 3    | 10    | 128   | 11       | .282  | .344     | .510     | .854  |
| 2012년     | 소프트뱅크 | 95    | 390   | 360   | 41    | 108   | 28      | 7       | 9     | 177   | 56    | 16    | 10       | 0        | 2        | 27    | 5    | 1     | 63    | 7        | .300  | .349     | .492     | .840  |
| 2013년     | 소프트뱅크 | 144   | 626   | 584   | 86    | 163   | 26      | 5       | 20    | 259   | 90    | 13    | 7        | 2        | 7        | 27    | 1    | 6     | 124   | 11       | .279  | .314     | .443     | .758  |
| 2014년     | 소프트뱅크 | 101   | 423   | 392   | 54    | 118   | 20      | 3       | 18    | 198   | 56    | 12    | 6        | 1        | 4        | 24    | 0    | 2     | 80    | 13       | .301  | .341     | .505     | .846  |
| 2015년     | 소프트뱅크 | 143   | 603   | 533   | 91    | 153   | 22      | 2       | 35    | 284   | 94    | 8     | 10       | 0        | 8        | 60    | 3    | 2     | 135   | 17       | .287  | .357     | .533     | .889  |
| 통산：10년 | 통산：10년 | 1064  | 4293  | 3926  | 544   | 1089  | 214     | 44      | 161   | 1874  | 577   | 109   | 51       | 38       | 25       | 256   | 15   | 40    | 855   | 85       | .277  | .325     | .477     | .805  |

- 2015년 기준, 굵은 글씨는 시즌 최고 성적.

### 연도별 수비 성적
| 연도 | 1루  | 1루  | 1루  | 1루  | 1루  | 1루    | 3루  | 3루  | 3루  | 3루  | 3루  | 3루    | 외야 | 외야 | 외야 | 외야 | 외야 | 외야   |
| 연도 | 경기 | 척살 | 보살 | 실책 | 병살 | 수비율 | 경기 | 척살 | 보살 | 실책 | 병살 | 수비율 | 경기 | 척살 | 보살 | 실책 | 병살 | 수비율 |
| ---- | ---- | ---- | ---- | ---- | ---- | ------ | ---- | ---- | ---- | ---- | ---- | ------ | ---- | ---- | ---- | ---- | ---- | ------ |
| 2006 | -    | -    | -    | -    | -    | -      | 58   | 30   | 104  | 9    | 9    | .937   | -    | -    | -    | -    | -    | -      |
| 2007 | 22   | 170  | 11   | 1    | 14   | .995   | 47   | 17   | 81   | 4    | 7    | .961   | -    | -    | -    | -    | -    | -      |
| 2008 | -    | -    | -    | -    | -    | -      | 142  | 85   | 238  | 17   | 27   | .950   | -    | -    | -    | -    | -    | -      |
| 2009 | -    | -    | -    | -    | -    | -      | 45   | 27   | 66   | 5    | 6    | .949   | -    | -    | -    | -    | -    | -      |
| 2010 | 2    | 30   | 1    | 0    | 5    | 1.000  | 108  | 41   | 187  | 8    | 11   | .966   | 13   | 11   | 0    | 0    | 0    | 1.000  |
| 2011 | -    | -    | -    | -    | -    | -      | 144  | 97   | 296  | 13   | 26   | .968   | -    | -    | -    | -    | -    | -      |
| 통산 | 24   | 200  | 12   | 1    | 19   | .995   | 544  | 297  | 972  | 56   | 86   | .958   | 13   | 11   | 0    | 0    | 0    | 1.000  |

- 2011년 기준, 굵은 글씨는 시즌 최고 성적.